# Чернышёва, Елизавета Арсентьевна
Елизавета Арсентьевна Чернышёва (1916, Санково, Ивановская область — 29 декабря 1989, Петрово-Городище, Ивановская область) — Герой Социалистического Труда.

## Биография
Родилась в 1916 году в деревне Санцово ныне Гаврилово-Посадского района в крестьянской семье. Русская. Член ВКП(б) с 1943 года.
В 1919 году семья лишилась отца, а через год умерла мать. Сиротами остались семеро ребят, родственники и знакомые взяли детей на воспитание. Четырёхлетнюю Лизу удочерили Ефим Сергеевич и Василиса Васильевна Алексеевы из деревне Тимерево. Здесь она окончила начальную школу, семилетку в Иваново, поступила на работу учеником счетовода. Вечерами продолжала учёбу на курсах бухгалтеров.
В начале 1930-х переехала в поселок Нерль (Тейковский район), стала работать заведующей библиотекой. В 1940 году была избрана депутатом и секретарём поселкового Совета. В военном 1942 году вернулась в Тимерево, её пригласили работать счетоводом в колхоз. Осенью 1944 года Елизавета Арсентьевна стала председателем колхоза. Она руководила хозяйством два года, едва ли не в самое трудное время, вела хозяйство умело, расчётливо, помогало знание бухгалтерского дела.
В 1946 году её избрали председателем сельсовета в Петрово-Городище. Восемь лет проработала она на этом посту и очень многое сделала по благоустройству сёл и деревень, дорог, школ, медицинских пунктов. В 1954 году её, уже как опытного руководителя, рекомендовали председателем колхоза «Путь Ильича», с которым и связаны почти двадцать лет её жизни. Хозяйство по тем временам было не на плохом счету. Только в 1953 году колхоз продал государству 14 тонн мяса и 102 тонны молока, имел доход — 96 тысяч рублей.
Новый председатель стал искать более эффективные пути укрепления экономики хозяйства. Сделала ставку на находящийся рядом Петровский спирткомбинат, отходы производства которого — барда — были ценным и, главное, дешёвым кормом для скота. Резко поднялась продуктивность общественного стада, выросло его поголовье. Если раньше колхоз часто брал у государства ссуды, то теперь нужда в этом отпала. В колхозе был так налажен откорм скота, что через каждые два месяца сдавалась партия в несколько голов. На счёт стали постоянно поступать деньги и в 1958 году колхоз перешёл на денежную оплату труда.
В 1959 году Чернышёва избиралась депутатом Верховного Совета РСФСР. Поголовье скота увеличивалось с каждым годом, росла и потребность в кормах. За несколько лет поднялась культура земледелия, расширились посевные площади, отвоёванные у болот и кустарников. Таким путём было освоено около 200 гектаров. Нелегко на песчаных землях получать высокие и устойчивые урожаи. На помощь пришла агротехника, разумная система севооборотов, удобрений полей.
Указом Президиума Верховного Совета СССР от 22 марта 1966 года за достигнутые успехи в развитии животноводства, увеличении производства и заготовок мяса, молока, яиц, шерсти и другой продукции Чернышёвой Елизавете Арсентьевне присвоено звание Героя Социалистического Труда.
Колхоз продолжал активно развиваться. В 1969 году намолотили зерна по 17 с лишним, а в последующем году — почти по 20 центнеров с гектара. На центральной усадьбе хозяйства — в селе Петрово-Городище появились детский сад, двухэтажный двенадцатиквартирный дом, были построены хороший клуб, библиотека, промтоварный, продовольственный, книжный магазины. В 1972 году были построены фермы в расчёте на рост поголовья общественного стада.
В 1973 году Елизавета Арсентьевна ушла на заслуженный отдых. Жила в селе Петрово-Городище. Вела активную общественную работу в Петрово-Городищенском сельском Совете.
Награждена двумя орденами Ленина (1960, 1966), орденом Октябрьской Революции (1971), медалями.
Скончалась 29 декабря 1989 года.

## Награды
- Медаль «Серп и Молот»